# Andy Provan
Andrew McKelvie Hughes Provan, più conosciuto con il diminutivo Andy Provan (Greenock, 1º gennaio 1944 – Torquay, 11 maggio 2023) è stato un calciatore scozzese, di ruolo attaccante.

## Carriera
Esordisce tra i professionisti nella stagione 1961-1962 all'età di 17 anni con il St. Mirren, club della prima divisione scozzese, con cui nell'arco di un biennio gioca 8 partite in questa categoria senza mai segnare. Nell'estate del 1963 si trasferisce in Inghilterra al Barnsley, con cui nella stagione 1963-1964 gioca 3 partite nella terza divisione inglese; al termine della stagione cambia nuovamente maglia, passando in quarta divisione allo York City: nella sua prima stagione il club si piazza al terzo posto in classifica nel campionato di quarta divisione, conquistando quindi una promozione in terza divisione, categoria da cui retrocede però dopo una sola stagione. Nelle stagioni 1966-1967 e 1967-1968 il club si piazza sempre nei bassifondi della classifica del campionato di quarta divisione; Provan gioca stabilmente da titolare, mettendo a segno 49 reti in 160 partite di campionato. Nella stagione 1968-1969 si trasferisce a campionato iniziato al Chester City, con cui milita per un ulteriore biennio in questa categoria, mettendo a segno 18 reti in 82 partite di campionato. Trascorre poi il biennio successivo ai gallesi del Wrexham, sempre nella quarta divisione inglese, in cui mette a segno ulteriori 10 reti in 51 presenze; nella stagione 1971-1972 vince inoltre la Coppa del Galles, grazie alla quale il club si qualifica per la successiva edizione della Coppa delle Coppe (prima qualificazione europea nella storia del club). Tra il 1972 ed il 1974 Provan si divide tra il Southport (club della quarta divisione inglese) ed i Philadelphia Atoms, club della NASL, nel quale gioca in prestito nelle estati del 1973 e del 1974 per complessive 39 presenze e 20 reti in questa categoria; nel 1973 vince inoltre il campionato NASL. Gioca quindi per un ulteriore biennio nella quarta divisione inglese al Torquay Utd, per poi concludere la carriera dopo aver vestito la maglia dei semiprofessionisti del Bath City, club di Southern Football League (all'epoca una delle principali leghe inglesi al di fuori della Football League), con cui raggiunge tra l'altro anche la finale della Coppa Anglo-Italiana 1977, persa per 3-0 contro il Lecco.

## Palmarès

### Giocatore

#### Competizioni nazionali
- Coppa del Galles: 1

Wrexham: 1971-1972
- Campionato NASL: 1

Philadelphia Atoms: 1973